# 菲氏似寶蓮魚
菲氏似寶蓮魚，為輻鰭魚綱脂鯉目脂鯉亞目脂鯉科的其中一個種。分布於南美洲巴西Pratinha河流域，體長可達3公分，棲息在沙底質水域，生活習性不明。